# Bessie Stringfield
Bessie Stringfield   (Kingston, 9 de febrer de 1911 - Opa-locka, 16 de febrer de 1993), també coneguda com la "reina de la moto de Miami", va ser una motociclista nord-americana que va ser la primera dona afroamericana que va creuar els Estats Units en solitari i va ser un dels pocs pilots civils de motocicletes per a l'exèrcit nord-americà durant la Segona Guerra Mundial. Va superar d'aquestes maneres les barreres racials i de gènere, motiu pel qual fou inclosa al Saló de la Fama de la Motocicleta de l'AMA. El premi atorgat per l'Associació Motociclista Americana per la millor marca de les motociclistes porta el seu nom.

## Biografia

### Joventut
Stringfield va néixer Betsy Beatrice White de Maggie Cherry i James White, vivia a Edenton. En anys posteriors, va crear una versió diferent de la seva vida, dient que havia nascut a Kingston, Jamaica, el 1911 d'un pare negre jamaicà i una mare holandesa blanca, James Ferguson i Maria Ellis. La seva data de naixement s'ha dit que va ser el febrer de 1911 amb el nom de naixement Betsy Leonora Ellis, tot i que el seu certificat de defunció diu que va néixer el març de 1911 a Kingston amb els noms dels pares James Richard White i M. Cherry, però un registre de la Seguretat Social indica que va néixer el març de 1912. Altres registres públics verifiquen que va néixer a Cherry and White a Carolina del Nord.
Esther Bennett, la neboda de Stringfield, va dir a The New York Times el 2018 que Stringfield havia mentit sobre els seus orígens. Ann Ferrar, autora de la biografia autoritzada de Stringfield, va reconèixer que havia assumit algunes falsedats per petició expressa de la biografiada. En el relat popular de la vida de Stringfield, la seva família va emigrar a Boston, Massachusetts quan encara era jove. Es diu que els seus pares van morir quan Stringfield tenia cinc anys i ella va ser adoptada i criada per una dona irlandesa, encara que això també ha estat discutit per Bennett.
Als 16 anys, Stringfield va aprendre per si mateixa a conduir la seva primera motocicleta, una Indian Scout de 1928. El 1930, als 19 anys, va començar a viatjar pels Estats Units. Va fer set viatges més de llarga distància als EUA i finalment va recórrer els 48 estats dels EUA, així com Europa, Brasil i Haití. Durant aquest temps, va guanyar diners fent acrobàcies de motos en espectacles. A causa del seu color de pell, a Stringfield sovint se li denegava allotjament mentre viatjava, de manera que dormia amb la seva motocicleta a les benzineres. A causa de ser dona, se li van denegar premis a les curses de pista plana a les quals va participar.

### Segona Guerra Mundial
Durant la Segona Guerra Mundial, Stringfield va servir com a missatgera civil per a l'exèrcit dels EUA, transportant documents entre les bases de l'exèrcit nacional. Va completar un entrenament rigorós i va muntar la seva pròpia Harley Davidson blava de 61 polzades cúbiques. Durant els quatre anys que va treballar a l'exèrcit, va creuar vuit vegades els Estats Units. Va patir regularment el racisme durant aquest temps, segons els informes, va ser atropellada deliberadament per un home blanc en una camioneta mentre viatjava al sud.
A la dècada de 1950 Stringfield es va traslladar a Miami, on al principi la policia local li va dir que "les dones negres no podien anar amb moto". Després de ser detinguda i assetjada repetidament pels agents, va visitar el capità de la policia. Van anar a un parc proper per demostrar les seves habilitats per muntar. Va obtenir l'aprovació del capità per muntar i no va tenir més problemes amb la policia.
Allà es va graduar com a infermera i va fundar l'Iron Horse Motorcycle Club. La seva habilitat als espectacles de motocicletes van cridar l'atenció de la premsa local, donant lloc al sobrenom de "La reina de la moto negra". Aquest sobrenom més tard va canviar a "La reina de la moto de Miami", un sobrenom que va portar durant la resta de la seva vida.
Stringfield va morir el 1993 d'una malaltia cardíaca. Robert Scott Thomas, la família del qual havia donat feina a Stringfield com a mestressa de casa quan Thomas era un nen, va ser nomenat marmessor i beneficiari de la propietat de Stringfield, perquè no se'n coneixia cap familiar en aquell moment.

## Vida personal
Es va casar i es va divorciar sis vegades, perdent tres nadons amb el seu primer marit. Va mantenir el cognom del seu tercer marit, Arthur Stringfield. Stringfield era catòlic.

## Llegat
L'any 2000 l'AMA va crear el "Bessie Stringfield Memorial Award" per reconèixer l'èxit excepcional d'una motociclista. Stringfield va ser inclosa al Motorcycle Hall of Fame el 2002. L'any 1990 l'AMA li va retre homenatge a la seva exposició inaugural "Heroes of Harley-Davidson", que tenia 27 de les seves motocicletes.
L'any 2017 Timeline va publicar de manera gratuïta i en línia un curtmetratge sobre Bessie Stringfield, "Meet Bessie Stringfield, the Black 'Motorcycle Queen'".
La sèrie d'HBO del 2020 Lovecraft Country inclou un homenatge a Bessie Stringfield.